# Boiselle-Löhmann-Verlag
Der Boiselle-Löhmann-Verlag (auch: Boiselle & Löhmann oder B&L) war ein deutscher Comicverlag aus Ludwigshafen am Rhein.
Der Verlag wurde 1985 von Steffen Boiselle und Uwe Löhmann gegründet. 1999 gründete Boiselle den BSE Verlag, bei dem auch Löhmann tätig ist. 2002 wurde der Boiselle-Löhmann-Verlag und einige Autorenrechte an den Carlsen Verlag verkauft, unter dem Label B&L erschienen dort humoristische Comics von Jamiri, Joscha Sauer, Ralf König, Ralph Ruthe und weiteren Künstlern bis 2004.

## Comicserien (Auswahl)
- Archie Cash
- Gerald und wir...
- Tiger Joe
- Papyrus
- Robert & Nina
- Berthet
- Hägar der Schreckliche
- Mafalda
- Wurzel